# Endasys tyloidiphorus
Endasys tyloidiphorus är en stekelart som beskrevs av Luhman 1990. Endasys tyloidiphorus ingår i släktet Endasys och familjen brokparasitsteklar. Inga underarter finns listade i Catalogue of Life.